# Christine Charpentier
Christine Charpentier est multiple championne du monde d'agility, avec son chien Loch Macleod (un border).
Elle a participé à 5 championnats du monde:
- Maribor (1998)
- Dortmund (1999)
- Helsinki (2000)
- Porto (2001)
- Dortmund (2002)

Elle a remporté le titre en individuel en 1999 et 2000, ainsi que par équipes en 2000,.
Christine Charpentier a également été capitaine et sélectionneur de l'équipe de France d'agility en 2004 et 2005.